# AI 리터러시
Long, D., & Magerko, B는 AI 리터러시((AI Literacy)를 "개인이 AI 기술을 비판적으로 평가하고 AI와 효과적으로 커뮤니케이션 및 협업하며, 온라인, 가정 및 직장에서 AI를 도구로 사용할 수 있는 일련의 역량"이라고 정의한다. 이들은 디지털 리터러시가 기반이 되어야 하고, AI 리터러시가 기술 리터시와 연관성이 크다고 설명한다. 또한 기기를 다루는 컴퓨터 리터러시 보다는 데이터 리터러시와의 연관성이 더 높다고 보았다.
Davy Tsz Kit Ng 외는 AI 리터러시에 관한 주요 연구들을 탐색적으로 검토(Exploratory Review)한 결과, 단순히 AI 기술을 사용하는 것에 그치는 것이 아니라, 이해하고(know and understand), 적용하며(use and apply), 평가하고 창조하는(evaluate and create) 능력을 포함하는 개념임으로 설명하였다. 또한 AI 리터러시가 전통적인 문해력(Literacy)의 개념에서 파생되었고, 기존의 여러 리터러시들의 요소를 결합하여 현대적 기술 문해력의 일부로 자리 잡고 있다고 보았다. 즉, 기존의 문해력이 단순히 읽고 쓰는 능력을 의미했다면, 디지털 및 기술 환경의 변화에 따라 미디어 리터러시, 컴퓨터 리터러시, 정보 리터러시, 디지털 리터러시 등으로 확장되었으며, 그 연장선에서 AI 리터러시가 등장한 것이라고 설명한다. 특히, AI 리터러시는 AI 기술의 윤리적 측면을 이해하는 것이 중요하며, 공정성(fairness), 투명성(transparency), 책임성(accountability) 등의 원칙을 고려하여 AI를 활용해야 함을 강조한다.
이유미는 ""AI로 인해 변화하는 문화에 적용하고 이를 비판적으로 인식할 수 있는 능력이다. 나아가 AI에 대한 이해를 바탕으로 자신의 미래 를 설계하고 자신의 삶을 디자인해 낼 수 있는 능력을 배양하는 것을 목표로 한다. 이는 AI로 인한 새로운 시대에서 주체적인 인간이 되도록 하기 위한 기초적 능력이다."라고 정의하고, 부산광역시교육청의 '인공지능 기반 교육 가이드북'에서는 AI 리터러시에 대한 정의와 하위 영역을 디지털 리터러시의 교육과정 적용 방안 연구(2017)의 분류에 따라 설정하였다고 밝히며, AI 리터러시를 “AI 시대, 초연결사회의 구성원으로서 일상적인 삶을 영위하고 직무를 수행하기 위해 필요한 소양으로서 윤리적 태도를 가지고 AI 관련 기술과 데이터의 관리, 활용, 구성의 과정을 통해 문제를 해결하는 실천적 역량”으로 정의하였다.
디지털리터러시협회는 AI 리터러시를 "AI 시대를 살아가는 데 필요한 삶의 역량"으로 정의하고, AI 테크놀로지 리터러시, AI 데이터 리터러시, AI 콘텐츠 리터러시, AI 미디어 리터러시, AI 커뮤니케이션 리터러시, AI 책임성 리터러시, AI 웰니스 리터러시의 7개 하위 영역으로 구성한다. AI 기술과 도구를 이해하고 활용하는 것에서 시작해, AI를 이용해 데이터를 분석하고 콘텐츠와 미디어를 평가·제작·운영하며, 나아가 AI와 소통·협업하여 문제를 해결하고, 윤리적으로 안전하게 개발·활용하는 능력까지 포함하는 것으로 정의한다. AI가 강력한 기술로 사회적 영향력이 크지만, 소프트웨어와 하드웨어의 결합일뿐이고 다른 디지털 기술과 결합되어야만 하기 때문에 디지털리터러시협회 또한  Davy Tsz Kit Ng 외와 부산광역시교육청과 마찬가지로 AI 리터러시가 디지털 리터러시의 연장선에 있다는 관점을 갖고 있다. 이에 따라 디지털 리터러시 프레임워크를 토대로 AI 리터러시 프레임워크를 개발하여 제시하고 있다.
| 영역                      | 정의 |
| ------------------------- | --- |
| AI Technology Literacy    | AI 기술의 원리와 특성, 가능성과 한계, 순기능과 역기능을 이해하고, 적용 가능한 AI 기술과 도구를 학습하여 목적에 맞게 선별·활용하는 능력                |
| AI Data Literacy          | 데이터의 오류와 편향 가능성을 이해하고, AI를 활용하여 데이터를 수집·분류·분석하며, 이를 바탕으로 판단하고 의사결정하는 능력                           |
| AI Content Literacy       | AI가 활용된 콘텐츠를 판별하고, AI 생성 콘텐츠의 신뢰성을 평가하며, AI를 이용하여 창의적이고 윤리적인 콘텐츠를 제작하는 능력                           |
| AI Media Literacy         | AI가 미디어에 적용된 방식을 이해하고, AI 기반 미디어 알고리즘의 편향을 파악하며, AI를 이용해 미디어를 효과적이고 윤리적으로 운영하는 능력             |
| AI Communication Literacy | AI와 효과적으로 소통하여 목표를 달성하고, AI를 활용해 다른 사람들과 효율적으로 협업하며, 사람 간 팀워크에 AI를 전략적으로 통합하여 문제 해결하는 능력 |
| AI Responsiblity Literacy | 사회적·윤리적·법적 기준을 준수하여 AI를 개발하고, AI를 오남용하여 타인에게 피해를 주지 않으며, 사회에 기여할 수 있도록 책임감 있게 AI를 활용하는 능력 |
| AI Wellness Literacy      | AI를 맹신하거나 과도하게 의존하지 않고, 활용 시 자신의 개인정보와 지적재산권을 보호하며, AI를 활용해 자신의 신체적·정신적 건강을 관리하는 능력        |